# اقتصاد كاليدونيا الجديدة
يعتمد اقتصاد كاليدونيا الجديدة على تصديرها الرئيسي للنيكل وتحتوي على ما يقرب من 10% من إمدادات النيكل المعروفة في العالم. حيث تحتوي على حوالي 7,100,000 طن من النيكل. بإنتاج سنوي يبلغ حوالي 107000 طن في عام 2009، كانت كاليدونيا الجديدة خامس أكبر مُنتج للنيكل في العالم بعد روسيا (266000) وإندونيسيا (189000) وكندا (181000) وأستراليا (167000).
في السنوات الأخيرة، عانى اقتصاد كاليدونيا بسبب انخفاض الطلب الدولي على النيكل بسبب الأزمة المالية العالمية 2007-2008. بالإضافة إلى ذلك فإنَّ فقط مساحة ضئيلة من أراضي كاليدونيا الجديدة صالحة للزراعة، ويشكل الغذاء حوالي 20٪ من الواردات. (بالإضافة إلى النيكل)، ويُعتبَر الدعم المالي الكبير من فرنسا والسياحة أساسيان لصحة الاقتصاد الحالي. في العقد الأول من القرن الحادي والعشرين، تم إدخال إضافات كبيرة على قدرة تعدين النيكل. من المتوقع أن يكون مصنع غورو للنيكل أحد أكبر المصانع المنتجة للنيكل على وجه الأرض. ينتج هذا المصنع ما يقدر بنحو 20 ٪ من إمدادات النيكل العالمية.
بَلَّغ الناتج المحلي الإجمالي لكاليدونيا الجديدة في عام 2007 حَواليّ 8.8 مليار دولارٍ أمريكي (اعتمادًا على أسعار صرف السوق)، وهو رابع أكبر اقتصاد في أوقيانوسيا بعد أستراليا ونيوزيلندا وهاواي. كان نصيب الفرد من الناتج المحلي الإجمالي 36376 دولارًا أمريكيًا في عام 2007 (بأسعار صرف السوق، وليس تعادل القدرة الشرائية)، وهو أقل مما هو عليه في أستراليا وهاواي، ولكنه أعلى مما هو عليه في نيوزيلندا.
في عام 2007، بلغت الصادرات من كاليدونيا الجديدة ما قيمتهُ 2.11 مليار دولارٍ أمريكي، 96.3٪ منها منتجات معدنية وسبائك مصنوعة ومتنوعة (مثل خام النيكل والفيرونيكل بشكل أساسي). وبلغت الواردات 2.88 مليار دولار. شكلت 26.6٪ من الواردات التي جاءت من متروبوليتان فرنسا، و16.1٪ من دول أوروبية أخرى و 13.6٪ من سنغافورة (معظمها من الوقود)، 10.7٪ من أستراليا، 4.0٪ من نيوزيلندا، 3.2٪ من الولايات المتحدة، 3.0٪ من الصين و 3.0٪ من اليابان و 22.7٪ من دول أخرى.